# Horst Krutschinna
Horst Krutschinna (* 31. Mai 1909 in Szardehlen; † 1945) war ein deutscher Offizier und Adjutant des Reichsjugendführers Baldur von Schirach.

## Leben
Krutschinna stammte aus Ostpreußen. Er studierte Germanistik, Geschichte und Philosophie an der Universität Königsberg. Zum 1. Juni 1929 trat er der NSDAP bei (Mitgliedsnummer 135.821). Er wurde Führer des Kreises I und Hochschulgruppenführer Königsberg (Preußen) des National-Sozialistischen Deutschen Studentenbundes (NSDStB). Am 10. Mai 1933 war er Hauptredner bei der Bücherverbrennung in Königsberg. Nach der Machtergreifung war er bis 1937 persönlicher Adjutant des Reichsjugendführers Baldur von Schirach und Gebietsführer der Hitler-Jugend. Er kandidierte auf dem Wahlvorschlag der NSDAP auf dem Listenplatz mit der Nummer 506 bei der Wahl zum Deutschen Reichstag am 29. März 1936, zog aber nicht in den nationalsozialistischen Reichstag ein. Damals wohnte er in Berlin-Charlottenburg, Neue Kantstraße 9.
Nach einer angeblichen Liebesaffäre mit der Ehefrau des Kriegsreporters des Völkischen Beobachters und Schriftstellers Roland Strunk schoss er diesen beim Duell auf Pistolen am 17. Oktober 1937 beim dritten Kugelwechsel durch einen Hüftdurchschuss nieder. Strunk starb trotz sofortiger Operation durch den Unparteiischen des Duells, den Chefarzt und SS-Standartenführer Karl Gebhardt, am 22. Oktober 1937 im Klinikum Hohenlychen. 
Zur Beerdigung auf dem Waldfriedhof Hohenlychen schickte Hitler demonstrativ seinen Reichspressechef Otto Dietrich mit einem extrem großen Blumengebinde. Die Wut Hitlers über das Duell beruhte nicht zuletzt darauf, dass ihm einer der wenigen international anerkannten deutschen Korrespondenten verloren gegangen war. Krutschinna musste aus den Diensten v. Schirachs und aus der Hitlerjugend ausscheiden. Es ist allerdings nichts über einen Strafprozess bekannt geworden, da dadurch das Ansehen der NSDAP hätte Schaden nehmen können.
Krutschinna kam kurz nach Ende des Zweiten Weltkriegs bei einem Unfall ums Leben.
Die bei diesem Duell verwendeten Waffen spielen eine Rolle in Rayk Wielands Roman Beleidigung Dritten Grades (München 2022).